# Kim Si-eun
Kim Si-eun (kor. 김시은; ur. 19 stycznia 1999 w Goyang) – południowokoreańska aktorka.

## Życiorys
Kim Si-eun urodziła się 19 stycznia 1999 roku w dystrykcie Ilsandong, w Goyang, w Korei Południowej. Była studentką na Koreańskim Uniwersytecie Języków Obcych, gdzie studiowała język czeski. Zdecydowała się zostać aktorką, mimo sprzeciwu rodziców, którzy pozwolili jej pod warunkiem, że nie porzuci studiów. Na zajęcia uczęszczał jednak tylko przez pierwszy semestr pierwszego roku, a potem wolał całkowicie poświęcić się aktorstwu i zaczął brać udział w przesłuchaniach. Jej rodzice zgodzili się na zmianę w 2020 roku.

## Kariera
Zadebiutowała w 2016 roku występując w programie telewizyjnym Live Talk! Talk! Bonnie (kor. 생방송 톡!톡! 보니하니), w którym wcieliła się w rolę Ha-ni.
Duży wpływ na jej karierę miał film Będą następne Sohee, w którym aktorka odegrała rolę tytułowej So-hee. W 2023 zdobyła nagrodę w kategorii „Najlepsza aktorka pierwszoplanowa” podczas ceremonii Baeksang Arts Awards.
We wrześniu 2023 podpisała kontrakt z agencją Gold Medalist.

## Filmografia

### Filmy
- 2020: Bo-o-sey Bi!! jako Eun-ji[8]
- 2022: Będą następne Sohee jako So-hee[9]

### Seriale
- 2019: Teuk-byeol-geun-ro-gam-dok-gwan Jo-jang-pung jako Oh Dae-ri[10]
- 2020:
  - Sib-si-il-ban jako Seon Dok-go[11]
  - Run On jako Go Ye-chan
- 2024: Squid Game (sezon 2) jako Kim Yeong-mi (095)[12]